# 朝鮮勞動黨總書記
朝鲜劳动党总书记（：／），是朝鲜民主主义人民共和国的唯一执政党朝鲜劳动党最高领导人的职称。該頭銜於2021年1月10日在平壤举行的朝鲜劳动党第八次代表大会決議恢复设立。除此之外，該黨最高領導人的職稱先後有“朝鲜劳动党中央委员会委员长”、“朝鲜劳动党中央委员会总书记”、“朝鲜劳动党第一书记”和“朝鲜劳动党委员长”。

## 職權和地位
2021年1月朝鲜劳动党第八次代表大会中修订的《朝鮮勞動黨章程》規定，恢复设立總書記是朝鮮勞動黨的最高職位，代表党并领导全党，是党的最高领导人。此前，2012年，已故的朝鲜劳动党前领导人金正日被拥戴为‘永远的总书记’，朝鲜劳动党最高领导人头衔改为第一书记，后在2016年5月朝鲜劳动党第七次代表大会中修訂的黨章則規定委員長“是黨的元首，代表并領導全黨”。
實際政治生活中，朝鮮勞動黨總書記领导党中央委员会书记局的工作，并且实际上是朝鲜劳动党中央政治局的首脑。朝鲜劳动党总书记还会兼任朝鲜劳动党中央军事委员会委员长、国务委员会委员长和武装力量最高司令官等重要职位，实际上就是朝鮮最高領導人。

## 历史與沿革
- 1946年3月，原在中国延安、太行山地区活动的朝鲜独立同盟改组成朝鲜新民党，领导人为金枓奉。7月，朝鲜共产党北朝鲜分局更名为北朝鲜共产党，成为完全独立的政党。8月，北朝鲜共产党与朝鲜新民党合并为北朝鲜劳动党，金枓奉出任中央委员会委员长。
- 1948年8月，北朝鲜劳动党和南朝鲜劳动党联合建立了以金日成为首的南北朝鲜劳动党联合中央委员会。1949年6月27日至30日，北朝鲜劳动党和南朝鲜劳动党最终合并为朝鲜劳动党，并选举金日成为中央委员会委员长。建党纪念日定为10月10日。
- 1966年10月，朝鲜劳动党第二次代表会议选举中央委员会委员长金日成为中央委員會總書記，這一頭銜自此成為朝鲜劳动党的最高领导人職稱。
- 1997年9月23日到10月5日，朝鮮人民軍、各道（直辖市）和中央國家機關（内阁、省）分別召開黨代會，推舉金正日為總書記。1997年10月8日，朝鮮勞動黨中央委員會和朝鮮勞動黨中央軍事委員會發佈特別報導，宣佈金正日為總書記。
- 2010年9月28日，朝鲜劳动党第三次代表会议再次推举金正日为朝鲜劳动党总书记。2011年12月金正日死後，朝鮮勞動黨取消總書記一職，尊稱他為“永遠的總書記”。
- 2012年4月11日，朝鲜劳动党第四次代表会议增設第一书记職銜，成為最高領導職位，會議推舉金正恩任第一書記。
- 2016年5月6日，朝鲜劳动党第七次代表大会中新设立朝鲜劳动党委员长的头衔[3][4]，成為新的朝鮮勞動黨最高領導人職稱。5月9日，會議选出金正恩、金永南、黄炳誓、朴凤柱、崔龙海五人为新一届政治局常委和19人组成的中央政治局，推举金正恩为委员长[5][6]。
- 2021年1月10日，朝鲜劳动党第八次代表大会決議恢复总书记的头衔，並推举金正恩为总书记[7]。

## 朝鲜劳动党历任最高负责人
| 領導人                                    | 領導人                                    | 就任日期                                  | 卸任日期                                  |
| 朝鲜共产党中央委员会第一书记（1925–1945） | 朝鲜共产党中央委员会第一书记（1925–1945） | 朝鲜共产党中央委员会第一书记（1925–1945） | 朝鲜共产党中央委员会第一书记（1925–1945） |
| ----------------------------------------- | ----------------------------------------- | ----------------------------------------- | ----------------------------------------- |
| 南萬春 （1891–1938）                      |                                           | 1925年4月17日                             | 1928年12月10日                            |
| 許嘉誼 （1891–1938）                      |                                           | 1928年12月10日                            | 1932年4月25日                             |
| 金日成 （1912–1994）                      |                                           | 1932年4月25日                             | 1945年8月15日                             |
| 朝鲜共产党中央委员会总书记（1945–1966）   |                                           |                                           |                                           |
| 金日成 （1912–1994）                      |                                           | 1945年8月15日                             | 1966年10月11日                            |
| 北朝鲜劳动党中央委员会委员长（1946–1949） |                                           |                                           |                                           |
| 金枓奉 （1886–1960）                      |                                           | 1946年8月28日                             | 1949年6月30日                             |
| 朝鲜劳动党中央委员会委员长（1949–1966）   |                                           |                                           |                                           |
| 金日成 （1912–1994）                      |                                           | 1949年6月30日                             | 1966年10月11日                            |
| 朝鲜劳动党中央委员会总书记（1966–1997）   |                                           |                                           |                                           |
| 金日成 （1912–1994）                      |                                           | 1966年10月11日                            | 1994年7月8日                              |
| 空缺                                      | 空缺                                      | 1994年7月8日                              | 1997年10月8日                             |
| 朝鲜劳动党总书记（1997–2011）             |                                           |                                           |                                           |
| 金正日 （1941–2011）                      |                                           | 1997年10月8日                             | 2011年12月17日 永远（党章规定）           |
| 空缺                                      | 空缺                                      | 2011年12月17日                            | 2012年4月11日                             |
| 朝鲜劳动党第一书记（2012–2016）           |                                           |                                           |                                           |
| 金正恩 （1982–）                          |                                           | 2012年4月11日                             | 2016年5月9日                              |
| 朝鲜劳动党委员长（2016–2021）             |                                           |                                           |                                           |
| 金正恩 （1982–）                          |                                           | 2016年5月9日                              | 2021年1月10日                             |
| 朝鲜劳动党总书记（2021–）                 |                                           |                                           |                                           |
| 金正恩 （1982–）                          |                                           | 2021年1月10日                             |                                           |